# Zabbix
Zabbix je dohledový software pro sítě, servery, virtuální stroje a cloudy. Jedná se o multiplatformní software vyvíjený v C, Go (vlastní server a agenti), PHP (webové rozhraní) a Javě. Na un*xových systémech (Linux, *BSD, Mac OS X, ...) jsou dostupné všechny součásti, pro Windows je k disposici pouze agent, pomocí kterého mohou být sledovány. Kromě sledování přes vlastního běžícího agenta je možné cílové stroje sledovat také standardními protokoly, například SNMP, ICMP a IPMI. Kromě toho umí komunikovat i protokoly JMX, TCP, SSH a Telnet. Uživateli mohou přijít upozornění na důležité události například přes e-mail nebo XMPP.

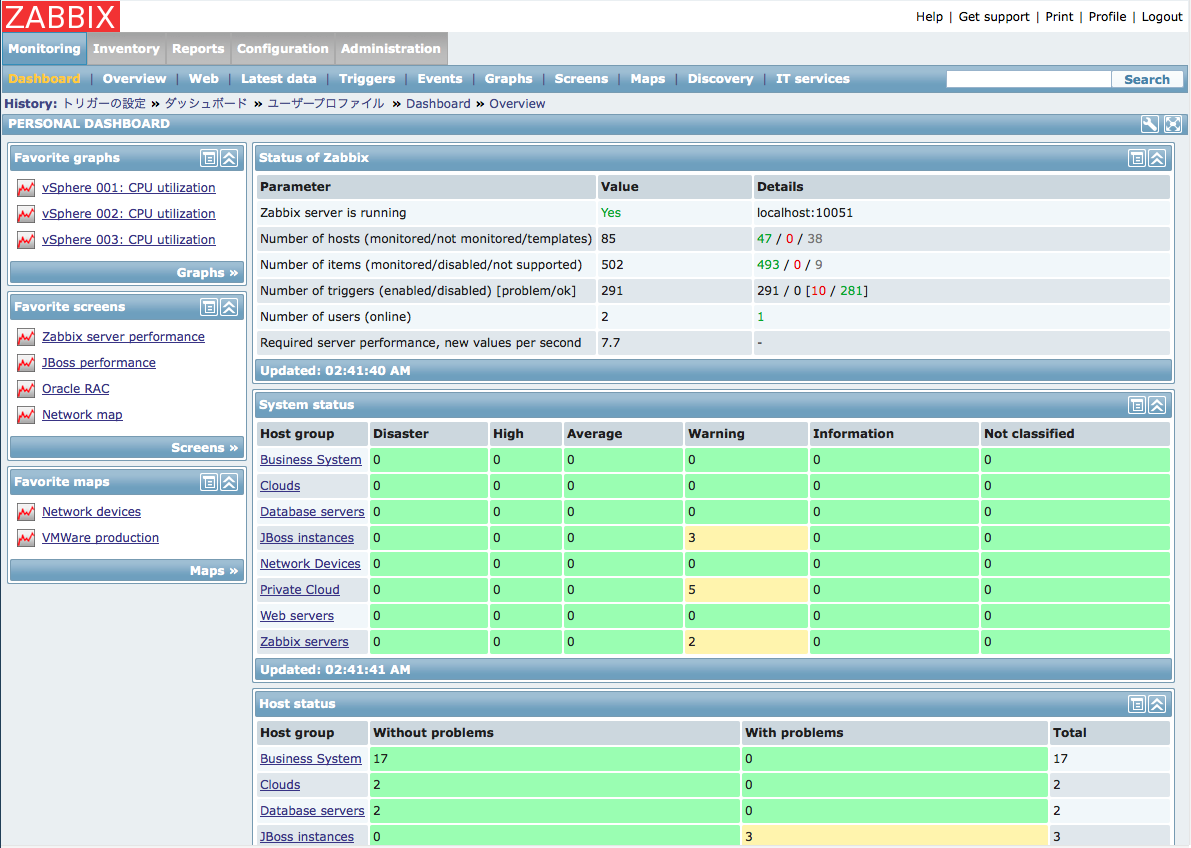
Webové rozhraní běžící instalace Zabbixu

Zabbix umí běžet nad různými databázovými systémy, mj. IBM DB2, SQLite, Oracle, PostgreSQL a MySQL.
Vývoj Zabbixu začal v roce 1998, od roku 2001 je pak Zabbix dostupný pod licencí GNU GPL a jedná se tedy o svobodný software.